# Don’t Be Cruel (Bobby Brown-album)
A Don't Be Cruel az amerikai énekes Bobby Brown 1988 június 20-án megjelent 2. stúdióalbuma az MCA kiadó gondozásában. Az albumról 5 kislemez jelent meg CD Maxi Single, 12"-es, és 7" inches bakelit lemezeken.
A Don't Be Cruel című albumot a kritikusok pozitív véleménnyel illették. Brown 1990-ben az Every Little Step című dala Grammy Díjat kapott, és mint a legjobb R&B énekes, szintén helyezést ért el.
Az albumból az Egyesült Államokban több mint 7 millió darabot adtak el. Az album 7-szeres platina helyezést ért el.

## Helyezések
A Don't Be Cruel a 74. helyen nyitott a Billboard 200-as listáján július 23-án 1988-ban. Fél évvel később az album 1 helyezett lett 6 héten keresztül 1989 január 21- és február 4 között, valamint 1989 február 18 és 1989 március 4 között. A No1 helyezést a Guns N’ Roses Appetite for Destruction albuma szakította meg.
Az album 11 hétig volt helyezett a Billboard R&B / Hip-Hop album listáján 1988 és 1989 között, majd ismét 1 helyezett volt 1988 szeptember és 1989 márciusa között.

## Megjelenések
CD  MCA Records MVCZ-1 

LP  MCA Records 255 913-1
1. Cruel Prelude	0:39
2. Don't Be Cruel 6:52
3. My Prerogative 4:57
4. Roni	5:58
5. Rock Wit'Cha	4:47
6. Every Little Step	3:59
7. I'll Be Good To You	4:25
8. Take It Slow	5:22
9. All Day All Night	4:40
10. I Really Love You Girl	5:11
11. Cruel Reprise	0:18

## Dalok, helyezések
Az album mind az 5 kislemeze Billboard Hot 100-as helyezés lett. Az első kislemez a Don't Be Cruel volt, majd a My Prerogrative című jelent meg, mely 1. helyezés volt. Az év végi Billboard Hot 100-as kislemezlistáján három kislemez is 1 helyezett lett a Billboard Hot 100 R&B listán.
| Év   | Dal                 | Legmagasabb helyezés | Legmagasabb helyezés |
| Év   | Dal                 | US Pop               | US R&B               |
| ---- | ------------------- | -------------------- | -------------------- |
| 1988 | "Don't Be Cruel"    | 8                    | 1                    |
| 1988 | "My Prerogrative"   | 1                    | 1                    |
| 1989 | "Roni"              | 3                    | 2                    |
| 1989 | "Every Little Step" | 3                    | 1                    |
| 1989 | "Rock Wit'Cha"      | 7                    | 3                    |

### Heti slágerlista
| Slágerlista (1988–89)               | Legmagasabb helyezés |
| ----------------------------------- | -------------------- |
| Australian Albums Chart             | 5                    |
| Dutch Albums Chart                  | 27                   |
| German Albums Chart                 | 26                   |
| New Zealand Albums Chart            | 2                    |
| Swedish Albums Chart                | 20                   |
| UK Albums Chart                     | 3                    |
| US Billboard 200                    | 1                    |
| US Billboard Top R&B/Hip-Hop Albums | 1                    |

### Év végi összesítés
| Slágerlista (1989) | Helyezés |
| ------------------ | -------- |
| U.S. Billboard 200 | 1        |